# 한가람 (영화 감독)
한가람(1985년 ~ )은 대한민국의 영화 감독이다. 2018년작 최희서 주연의 영화 《아워 바디》의 감독으로 알려져 있다.
영화 팬이었던 어머니의 영향으로 영화에 관심을 가졌고, 영화 연출을 공부해서 고등학교에서 친구들과 함께 영화를 만들었다. 이화여자대학교 사회학과에 입학한 후에는 다큐멘터리를 만들기 위해 방송국 PD를 지원했으나 성공적이지는 못했다. 이때 방송국에서 일하면서 취미로 시작한 시나리오 작법을 바탕으로 단편영화 〈봄이 오는 동안〉을 만들었다. 한국영화아카데미의 장편영화 제작 과정의 일환으로 《아워 바디》를 완성하였다.

## 연출 작품 목록
| 연도 | 제목                        | 역할 | 역할   | 비고     |
| 연도 | 제목                        | 감독 | 각본   | 비고     |
| ---- | --------------------------- | ---- | ------ | -------- |
| 2014 | 봄이 오는 동안              | 예   | 예     | 단편영화 |
| 2017 | 장례난민                    | 예   | 예     | 단편영화 |
| 2018 | 아워 바디                   | 예   | 예     |          |
| 2020 | 시네마틱드라마 SF8 - 블링크 | 예   | 아니요 | 단막극   |

## 수상 목록
- 2020년 제40회 한국영화평론가협회상 독립영화지원상 수상